# Marian Medwid
Marian Władysław Medwid (ur. 1944 w Brzezinach, zm. 9 czerwca 2021) – doktor habilitowany nauk technicznych; ekspert w dziedzinie budowy pojazdów szynowych i mechanik; profesor nadzwyczajny Politechniki Poznańskiej; laureat konkursu „Twórca Techniki”; kierownik Zakładu Projektowania Pojazdów i Zespołów Niekonwencjonalnych; laureat konkursu „Twórca Techniki”; nagrodzony Złotą Honorową Odznaką SIMP.

## Życiorys
Ukończył Szkołę Podstawową w Rzeszowie. Dyplom Technika Samochodowego uzyskał w 1963 roku. Studia na Wydziale Maszyn Roboczych i Pojazdów Politechniki Warszawskiej ukończył w 1970. Stopień doktora uzyskał w 1981. Habilitował się w 2009 roku dysertacją Studium tworzenia intermodalnych środków technicznych transportu lądowego w szczególności taboru bimodalnego.

## Zainteresowania naukowe
Zainteresowania naukowe dr Medwida koncentrowały się wokół wdrożonych konstrukcji układów biegowych pojazdów szynowych oraz wdrożenia polskich pojazdów szynowo-drogowych oraz taboru do transportu intermodalnego w tym taboru bimodalnego. 